# Parthenium cineraceum
Parthenium cineraceum là một loài thực vật có hoa trong họ Cúc. Loài này được Rollins mô tả khoa học đầu tiên năm 1950.